# Лісовий етикет
«Лісовий режим» — це правовий режим, який може бути визначений як сукупність спеціальних правил управління, експлуатації та контролю громадських лісів. Уперше термін «лісовий режим» («Régime forestier»), з'явився у Франції, де, однак, він ніколи не мав юридичної сили.
Ліси, «охоплені» лісовим режимом, як правило, підлягають обов'язковому режиму планування їх лісового господарства, що забезпечує стійке управління такими лісовими площами.

## Хто відповідає лісовому режиму?
У Франції цей правовий режим застосовується до лісів, що належать державі, територіальним громадам (комунам або, рідше, департаментам або регіонам) або державним та громадським установам.
Ця «обов'язкова система лісокористування» присутня у багатьох країнах, таких як Франція, Валлонія, Квебек або Камерун.
Лісовий режим не поширюється на частини, класифіковані як райони пустелі, природні заповідники або певні інші місця, що знаходяться під захистом.

## Історія
У Франції перші правила лісового користування були визначені після того, як більша частина французької лісової площі майже зникла через надмірне використання деревини та в результаті війн.
Лісовий режим був започаткований в часи Ancien Régime Société d'Ancien Régime для боротьби з паводками в гірських районах, а також з військово-морських(поставка деревини для кораблебудування) і з економічних причин.

У 1826 р. під девізом «мислити глобально і діяти локально» французькі водні та лісові спеціалісти розробили план залісення громадських земель. У 1827 році у Франції був прийнятий перший лісовий кодекс, який встановив правові рамки обов'язкового лісового режиму. Крім виробництва деревини в Лісовому кодексі також були закладені основи для виробництва, то що ми сьогодні називаємо виробництво Екосистемних послуг, про що свідчить виступ Віком де Мартіньяк до палати під час презентації цього кодексу у 1827 році : витяг: 

Необхідність сталого і консервативного управління лісом для потреб майбутніх поколінь, а також для виробництва екосистемних послуг, являла собою відносний консенсус французької революції французької революції. Але з іншого боку, та ж революція зміцнила на конституційному рівні права людини декларації прав людини та повагу до приватної власності. За винятком основних принципів загального інтересу, держава більше не могла безпосередньо нав'язувати правила управління приватним власникам лісових площ. Лісовий кодекс став законом, але відносно лише частини лісів, проводячи «демаркаційну лінію» між приватними і громадськими лісами. 
 — «Обмеженню Лісовим кодексом підлягають лише ліси що належать державним установам: це і є зона лісового режиму» — зауважує Н Немос-Райот

У 20 столітті лісовий режим був реформований для покращення інтеграції екологічних проблем та стійкості розвитку та управління лісовими ресурсами. Положення щодо захисту лісів, що належать до такого режиму (А1 положення) буде встановлюватися у відповідності зі статтями R. 151-1 в R.151-14 Лісового кодексу. Цей сервітут був скасований статтею 72 " Закону No. 2001-602 від 9 липня 2001 року про лісове керівництво ".
Цей же закон говорить, що 

Особлива ситуація, але така, що стосувалася мільйонів гектарів, — це колоніальні періоди, країни-колонізатори накладали особливі правила поведінки в лісі на мешканців країн, які вони колонізували, наприклад, у колоніях, що відносились до Німеччини. Зі свого боку, Франція привласнила величезні ліси Гаяни та деякі африканські або океанічні країни, зробивши їх «довірчими» ; ці масиви керувалися централізовано, і часто після того як незалежність зацікавлених країн продовжувала залишатися за тією ж або схожою моделлю. Але з 1990-х років загальні стандарти сталого розвитку та сталого ведення лісового господарства та екологічної сертифікації зокрема, робота Елінора Острома та інших авторів «спільно» сприяли поверненню до більш децентралізованого управління та кращого залучення населення лісів та місцевих громад до ризику поширення моделі орендарів серед місцевих громад у нових соціальних верствах та залучення нових політичних альянсів. Ця державна відмова щодо лісу сама по собі не є гарантією того, що місцеві громади сприяють стабільному управлінню або хорошому ліснику, оскільки на їхньому боці місцеві популяції також розвивалися, а іноді і по-різному — для корінного населення в межах лісу та для сільського та міського населення за межами лісу. Ця епоха відповідає 

У митрополії Франції пише Г. Немоз-Райот, французький лісове управління 

## Принципи правил поведінки у лісі
У Франції така поведінка накладає кілька обмежень на громади, які володіють будівлями та лісами:
- збереження лісової спадщини ;
- зобов'язання застосовувати " лісове господарство ", затверджене власником;
- продаж деревини відповідно до запрограмованих врожаїв;
- створити громадський прийом ;
- поважати баланс фауни та флори (які можуть включати лісогосподарський баланс).

Національне управління лісового господарства є єдиним менеджером, уповноваженим на здійснення лісового режиму у партнерстві з державним власником. Державна фінансова допомога надається для реалізації плану, через компенсаційний внесок НФБ. Це становить 85 % від фінансування цієї схеми, а решта 15 % — на оплату послуг з догляду за дітьми, сплачені власником на основі доходів від лісів.
Існують особливі випадки, такі як лісорозведення, що класифікуються як природні заповідники, біологічні запаси або певні периметри абсорбції питної води, де конкретний план управління, більш орієнтований на охорону біорізноманіття (або водного ресурсу в цьому районі). випадок захищеного поля (захоплення) може бути реалізований.

### Статті по темі
- Екологічне право
- Ліс
- Лісове господарство

### Зовнішні посилання
- Le Régime forestier. Onf.fr. Архів оригіналу за 14 вересня 2018. Процитовано 8 décembre 2009.
- Livre Ier du Code forestier au sujet du Régime forestier. Архів оригіналу за 6 березня 2016. Процитовано 26 травня 2018.
- Lebel Christine & Lormant François (2012) Le droit de la nature et de l'environnement: l'exemple du Droit forestier [Закон про природу та навколишнє середовище: приклад лісового права] ; Колокіум GIP ECOFOR Економічні, соціальні та гуманітарні науки застосовуються до лісової та лісової промисловості, Париж, 19 — 20 листопада 2012 року, PDF 17 сторінок